# Красимир Паскалев
Красимир Паскалев е български футболист, вратар.
Роден е на 4 февруари 1973 г. в Пловдив. Играл е за Ботев (Пловдив), Хасково и Граничар. В А група има 6 мача. Бронзов медалист и финалист за купата на страната през 1995 с Ботев (Пд), четвъртфиналист за купата на страната през 2001 г. Има 4 мача за младежкия национален отбор.

## Статистика по сезони
- Ботев (Пд) – 1994/95 – А група, 2 мача
- Хасково – 1995/96 – Б група, 6 мача
- Хасково – 1996/97 – Б група, 8 мача
- Хасково – 1997/98 – Б група, 7 мача
- Хасково – 1998/99 – Б група, 9 мача
- Хасково – 1999/00 – Б група, 16 мача
- Граничар – 2000/ес. - В група, 14 мача
- Ботев (Пд) – 2001/пр. - А група, 3 мача
- Граничар – 2001/02 – Б група, 20 мача
- Граничар – 2002/03 – А ОФГ, 17 мача
- Ботев (Пд) – 2004/пр. - А група, 1 мач
- Граничар – 2004/05 – А ОФГ, 14 мача
- Граничар – 2005/06 – В група, 21 мача